# Укркосмос

Укркосмос — державне підприємство, оператор супутникових телекомунікаційних систем України.
Утворено 1996 року наказом Державного космічного агентства України на виконання Указу Президента України.

## Статутні завдання
- проведення єдиної державної технічної політики в галузі супутникових телекомунікаційних технологій;
- створення та експлуатація Єдиної супутникової системи передачі інформації (ЄССПІ);
- здійснення функцій оператора мережі супутникового телебачення та радіо, Інтернет-мовлення, мобільного супутникового зв'язку Інмарсат та корпоративних і відомчих мереж передачі інформації;
- створення та експлуатація корпоративних VSAT систем зв'язку, формування та мовлення цифрової інтерактивної супутникової платформи (IPTV Sat);
- здійснення наукової діяльності в галузі природничих та технічних наук;
- здійснення космічної діяльності на комерційній основі.

## Керівництво
З травня 1998 року підприємство очолював Олександр Олександрович Макаров.
10 вересня 2010 року Генеральним директором підприємства призначений Сергій Володимирович Капштик. 
Зараз[коли?] Назарук Іван Михайлович.